# 津川義冬
津川義冬（?—1584年4月16日），日本戰國時代至安土桃山時代的武將。織田氏家臣。松島城城主。別名義永、近治（『續群書類從』『武衛系圖』）、雄光（『廓坊文書』）。
本姓源氏。足利氏一門，室町幕府三管領首領斯波氏的血脈。以斯波氏傍流的津川氏為姓。

## 生平
生年不詳。最初仕於織田信長，因為才能被發現，於是被信長任命為次男信雄的家老（在『清須合戰記』中記載，在兄長斯波義銀被信長流放後，於三河國受養育，後來仕於信雄。在『高遠記集成』中記載曾為仕織田信忠）。因為妻子是北畠具教的女兒，即信雄的妻子的妹妹，所以義冬相當於信雄的義弟（『織田家雜錄』、『寬政重修諸家譜』）。
天正4年（1576年），在三瀨之變中，與土方雄久、日置大膳亮等人一同在田丸城中殺死長野具藤、北畠親成等北畠一族（『勢州軍記』）。天正10年（1582年），在本能寺之變後，被軟禁在松島城，被視為南方的奉行（『勢州軍記』）。同年1月13日，在大坂出席津田宗及的茶會。同年，受信雄賜予偏諱，改名為雄光。
天正12年（1584年），在信雄與羽柴秀吉對立後，因為秀吉散播義冬、岡田重孝、淺井長時等信雄的有力家臣投向秀吉的流言，於是與重孝、長時一同被信雄殺死。秀吉以此為契機，挑起小牧長久手之戰，討伐信雄。